# Månkrönikan
Månkrönikan är en bokserie skriven av den amerikanska science fiction-författaren Marissa Meyer. Den omfattar fem böcker och en novellsamling, samt en uppföljande grafisk novellserie. Böckerna är futuristiska omskrivningar av klassiska sagor som Askungen, Rödluvan, Rapunzel och Snövit. De tre första böckerna, Cinder, Scarlet och Cress, har blivit översatta till svenska.

## Ingående böcker
Cinder är den första boken i serien, den andra i kronologisk ordning. Den publicerades 2012 och utgavs på svenska samma år. Boken är även författaren Marissa Meyers debutroman, och är baserad på den klassiska sagan om Askungen.
Scarlet är den andra boken i serien, tredje i kronologisk ordning. Den publicerades på engelska 2013 och utgavs på svenska samma år. Bokens handling baseras på sagan om Rödluvan.
Cress är den tredje boken i serien, fjärde i kronologisk ordning. Den utgavs 2014 på originalspråket engelska. Den svenska översättningen publicerades året därefter. Boken baseras på den tyska folksagan Rapunzel.
Fairest är den fjärde boken i serien och den första i kronologisk ordning. Den utgavs den 27 januari 2015 och har ännu inte översatts till svenska. Den utspelar sig före de resterande och berättar antagonistens bakgrundshistoria.
Winter är den femte och avslutande boken i serien, fjärde i kronologisk ordning. Den utgavs på engelska 2015 men har inte översatts till svenska. Baserad på sagan om Snövit. 
Stars Above är en novellsamling som utgavs den 2 februari 2016, tänkt som en epilog till serien. De nio inkluderade novellerna utspelar sig i samma värld som de tidigare böckerna. Fem hade tidigare blivit individuellt publicerade och fyra släpptes för första gången i Stars Above.
Wires and Nerves är en grafisk uppföljare till Månkrönika-serien, uppdelad i två volymer skrivna av originalförfattaren Marissa Meyer. Den utspelar sig efter Winter men innan epilogen (Stars Above). Många av karaktärerna från de tidigare böckerna dyker upp. Den första volymen, illustrerad av Douglas Holgate, utgavs den 31 januari 2017. Den andra volymen, illustrerad av Stephen Gilpin, utgavs den 30 januari 2018.